# Bucculatrix nigricomella
Bucculatrix nigricomella es una especie de lepidóptero de la familia  Bucculatricidae. Se encuentra en casi toda  Europa (excepto los Balcanes).

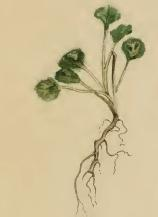
Planta de Chrysanthemum leucanthemum con hojas comidas

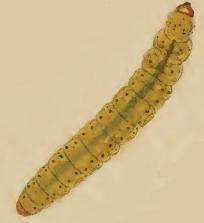
larva

## Descripción
Tiene una envergadura de alas de 7-8 mm. Los adultos vuelan desde abril a mayo y aún en agosto. Tienen dos generaciones por año.

## Alimentación
Las larvas se alimentan de la especie Leucanthemum vulgare. Ellos extraen el alimento minando las hojas de su planta hospedera. La mina se compone de un pelo largo, un pasaje muy angosto y sinuoso. Por lo general, el corredor se encuentra principalmente en la superficie superior. El excremento lo depositan inicialmente en una estrecha línea central continua. Más adelante, la línea de excremento se interrumpe a menudo. Las larvas más viejas viven libres y su alimentación  produce una ventana libre, por lo general en la parte inferior de la hoja.